# KSC City Pirates
Maillots
Dernière mise à jour : 1er août 2025.
Le Koniniklijke Sporting Club City Pirates est un club de football belge basé dans la localité de Merksem à proximité d'Anvers. Le club est fondé en 1921 et porte le matricule 544.
Il évolue en Nationale 2 lors de la saison 2020-2021, ce qui constitue sa 44e saison dans les divisions nationales, dont 7 en Division 2.

## Histoire

### Fondation du club
Le club est créé le 15 juillet 1921 sous le nom de Sint-Jan FC. Ses fondateurs sont des membres du Patronage Saint-Jean Berchmans, dont les locaux se situent dans la rue Jaak De Boeck à Merksem. Peu de temps après sa fondation, le club s'affilie à la Vlaams Katholiek Sportverbond (VKSV), une fédération rivale de l'Union Belge. Le 25 juillet 1925, le club rejoint l'URBSFA et prend le nom de Merxem Sint-jan FC. En décembre 1926, la Fédération lui attribue le matricule 544.
Le 1er juillet 1927, le club change à nouveau d'appellation et devient le Merksem Sporting Club, en abrégé Merksem SC. Entretemps, le nom de la localité avait abandonné l'orthographe « Merxem » pour une tournure plus néerlandophone, « Merksem ». Beaucoup d'autres lieux et/ou localités ont connu ou connaîtront cette même flamandisation de leurs noms.
Près de dix ans après l'entrée du Merksem SC à la Fédération, le 23 janvier 1937, des membres de l’Association des Anciens Élèves du Collège Saint-Edouard (en néerlandais : Oude-Leerlingen Sint-Eduardus Bond) créent une équipe de football qu'ils nomment OLSE-Voetbal. Cette formation ne s'affilie apparemment pas à l'URBSFA. Toutefois, OLSE-Voetbal connaît un certain succès et attire du monde au stade communal.

### Fusion et première accession aux séries nationales
Durant la Seconde Guerre mondiale, la pratique du sport en général, et du football en particulier, se trouve compromise. Plusieurs clubs s'unissent temporairement ou fusionnent. Le Merksem SC et l’OLSE Voetbal décident de s'unir. Certaines réticences apparaissent, mais les partisans de la fusion arrivent à leur fins. Ainsi naît OLSE Merksem SC, le 19 août 1941. Le cercle fusionné conserve le matricule 544 du Merksem SC, et ne doit pas en recevoir un nouveau, comme le règlement de l'époque l'y oblige, car OLSE Voetbal n'était pas affilié à l'URBSFA.
La fusion s'avère un succès puisque le club accède à la Promotion, alors troisième niveau national, lors de la saison 1943-1944. Après l'interruption des compétitions en 1944-1945, le club est relégué vers les séries régionales lors de la saison 1945-1946.
Le 13 avril 1951, OLSE Merksem SC est reconnu « Société Royale » par Baudouin, alors Prince Royal. Devenu le Koninklijke Merksem Sporting Club, le club fête son nouveau nom par un retour vers les séries nationales. Il termine deuxième de sa série en 1952, ce qui lui permet de se maintenir au troisième niveau national après la création d'un quatrième niveau, qui hérite du nom de Promotion la saison suivante. Le club est néanmoins relégué vers cette nouvelle Promotion deux ans plus tard.

### Ascension vers la Division 2
Dès après sa relégation, le club vise la remontée en Division 3. Il termine d'abord quatrième, puis remporte le titre dans sa série en 1956, et remonte ainsi au troisième niveau national, deux ans après l'avoir quitté. Le club assure assez facilement son maintien la première saison, et s'installe ensuite dans le haut du classement. Il remporte un nouveau titre en 1959, s'ouvrant ainsi les portes de la Division 2 pour la première fois de son Histoire.
OLSE Merksem poursuit sur sa lancée victorieuse, et termine sa première saison en deuxième division à une fort belle quatrième place, ce qui constitue toujours son meilleur classement historique. Le club recule ensuite au classement, d'abord onzième, puis quatorzième, il termine dernier en 1963 et est relégué en Division 3 après quatre saisons. Il ne parvient pas à jouer les premiers rôles, et termine plusieurs années en milieu de classement, entre la quatrième et la dixième place. Finalement, il parvient à décrocher un nouveau titre dans sa série en 1973, retrouvant ainsi la deuxième division après dix ans.

### Dissensions internes et relégations
De retour en Division 2, le club a plus de difficultés, et ne peut faire mieux qu'une dixième place la première saison, suivie d'une onzième l'année suivante. Mais au début de la saison 1975-1976, des désaccords entre les membres du club apparaissent, et opposent les partisans d'un club ambitieux et ceux prônant un amateurisme total. Ces derniers quittent le club, et refondent l’OLSE Voetbal, qui s'affilie en 1977 à la Koninkljike Vlaams Voetbalbond, la plus grande fédération amateur de la Région flamande. À la suite de ces départs, le club reprend son ancien nom de Merksem SC. Ces soucis extra-sportifs ont une influence néfaste sur les résultats de l'équipe, qui termine à la dernière place et est de nouveau reléguée en Division 3.
Les problèmes continuent pour le club, qui subit une seconde relégation consécutive en 1977, et se retrouve en Promotion, un niveau qu'il n'avait plus connu depuis vingt ans. Après une saison de stabilisation, Merksem loupe la remontée vers la troisième division en 1979, terminant deuxième de sa série. C'est le chant du cygne pour le club, qui termine dernier de sa série la saison suivante, et doit redescendre en première provinciale après 29 saisons consécutives dans les divisions nationales.
Le club remonte en Promotion en 1982, et s'installe d'emblée parmi les meilleures équipes de la série. Il finit deux fois vice-champion, en 1983 et en 1985, et quatrième entre-temps. Mais de nouvelles difficultés apparaissent ensuite, qui font que le club termine avant-dernier en 1986 et est ainsi renvoyé vers les séries provinciales.
Après avoir chuté jusqu'en troisième provinciale à la fin des années 1990, le club remonte en « P1 » via le tour final en 2010.

### Remontée en Promotion et changements de nom
Le club débute bien la saison 2011-2012 en P1 anversoise et remporte la première période de 10 matches. La suite est moins brillante et Merksem glisse dans le classement pour terminer à la neuvième place finale. Qualifié pour le tour final, le club surprend et remporte cette mini-compétition gagnant ainsi le droit de retrouver la Promotion 26 ans après sa dernière apparition.
La direction du matricule 544 communique alors que l'entité reçoit une nouvelle appellation, K. Merksem-Antwerpen Noord SC. Le but de ce changement est d'ancrer l'identification du club dans la région nord de la métropole anversoise. En mai 2014, le club change à nouveau de nom et devient le Koninklijke Sporting Club City Pirates.

### Évolution du blason

Logo du K. OLSE Merksem SC.
Logo du K. Merksem SC.
Logo du K. Merksem - Antwerpen Noord SC.
Logo du KSC City Pirates.

## Résultats dans les divisions nationales
Statistiques mises à jour le 25 mai 2023 (terme de la saison 2022-2023)

### Palmarès
- 2 fois champion de Division 3 en 1959 et 1973.
- 1 fois champion de Promotion en 1956

### Bilan
| Niv | Divisions     | Jouées | Titres | TM Up | TM Down |
| --- | ------------- | ------ | ------ | ----- | ------- |
| I   | 1re nationale | 0      | 0      |       |         |
| II  | 2e nationale  | 7      | 0      |       |         |
| III | 3e nationale  | 19     | 2      |       |         |
| IV  | 4e nationale  | 18     | 1      | 2     | 1       |
| V   | 5e nationale  | 2      | 0      | 1     |         |
|     |               |        |        |       |         |
|     | TOTAUX        | 46     | 3      | 3     | 1       |

- TM Up : test-match pour départager des égalités, ou toutes formes de Barrages ou de Tour final pour une montée éventuelle.
- TM Down : test-match pour départager des égalités, ou toutes formes de Barrages ou de Tour final pour le maintien.

### Classements saison par saison
| Ordre               | Saison  | Nom du club                   | Niveau                         | Classement final         | Remarques                            |
| ------------------- | ------- | ----------------------------- | ------------------------------ | ------------------------ | ------------------------------------ |
| 1                   | 1943-44 | OLSE Merksem SC               | Promotion (D3) série B         | 13e/16                   |                                      |
|                     | 1944-45 | Compétition interrompues      | Compétition interrompues       | Compétition interrompues | Compétition interrompues             |
| 2                   | 1945-46 | OLSE Merksem SC               | Promotion (D3) série A         | 15e/18                   | Relégué!                             |
| séries provinciales |         |                               |                                |                          |                                      |
| 3                   | 1951-52 | OLSE Merksem SC               | Promotion série B              | 2e/16                    |                                      |
| 4                   | 1952-53 | K. OLSE Merksem SC            | Division 3                     | 11e/16                   |                                      |
| 5                   | 1953-54 | K. OLSE Merksem SC            | Division 3                     | 16e/16                   | Relégué                              |
| 6                   | 1954-55 | K. OLSE Merksem SC            | Promotion série D              | 4e/16                    |                                      |
| 7                   | 1955-56 | K. OLSE Merksem SC            | Promotion série B              | 1er/16                   | Champion et promu                    |
| 8                   | 1956-57 | K. OLSE Merksem SC            | Division 3 série A             | 8e/16                    |                                      |
| 9                   | 1957-58 | K. OLSE Merksem SC            | Division 3 série A             | 3e/16                    |                                      |
| 10                  | 1958-59 | K. OLSE Merksem SC            | Division 3 série B             | 1er/16                   | Champion et promu                    |
| 11                  | 1959-60 | K. OLSE Merksem SC            | Division 2                     | 4e/16                    |                                      |
| 12                  | 1960-61 | K. OLSE Merksem SC            | Division 2                     | 11e/16                   |                                      |
| 13                  | 1961-62 | K. OLSE Merksem SC            | Division 2                     | 14e/16                   |                                      |
| 14                  | 1962-63 | K. OLSE Merksem SC            | Division 2                     | 16e/16                   | Relégué                              |
| 15                  | 1963-64 | K. OLSE Merksem SC            | Division 3 série B             | 6e/16                    |                                      |
| 16                  | 1964-65 | K. OLSE Merksem SC            | Division 3 série A             | 10e/16                   |                                      |
| 17                  | 1965-66 | K. OLSE Merksem SC            | Division 3 série A             | 9e/16                    |                                      |
| 18                  | 1966-67 | K. OLSE Merksem SC            | Division 3 série B             | 5e/16                    |                                      |
| 19                  | 1967-68 | K. OLSE Merksem SC            | Division 3 série A             | 6e/16                    |                                      |
| 20                  | 1968-69 | K. OLSE Merksem SC            | Division 3 série A             | 10e/16                   |                                      |
| 21                  | 1969-70 | K. OLSE Merksem SC            | Division 3 série B             | 5e/16                    |                                      |
| 22                  | 1970-71 | K. OLSE Merksem SC            | Division 3 série A             | 4e/16                    |                                      |
| 23                  | 1971-72 | K. OLSE Merksem SC            | Division 3 série B             | 6e/16                    |                                      |
| 24                  | 1972-73 | K. OLSE Merksem SC            | Division 3 série A             | 1er/16                   | Champion et promu                    |
| 25                  | 1973-74 | K. OLSE Merksem SC            | Division 2                     | 10e/16                   |                                      |
| 26                  | 1974-75 | K. OLSE Merksem SC            | Division 2                     | 11e/16                   |                                      |
| 27                  | 1975-76 | K. Merksem SC                 | Division 2                     | 16e/16                   | Relégué                              |
| 28                  | 1976-77 | K. Merksem SC                 | Division 3 série A             | 15e/16                   | Relégué                              |
| 29                  | 1977-78 | K. Merksem SC                 | Promotion série D              | 11e/16                   |                                      |
| 30                  | 1978-79 | K. Merksem SC                 | Promotion série C              | 2e/16                    |                                      |
| 31                  | 1979-80 | K. Merksem SC                 | Promotion série C              | 16e/16                   | Relégué                              |
| séries provinciales |         |                               |                                |                          |                                      |
| 32                  | 1982-83 | K. Merksem SC                 | Promotion série B              | 2e/16                    |                                      |
| 33                  | 1983-84 | K. Merksem SC                 | Promotion série A              | 4e/16                    |                                      |
| 34                  | 1984-85 | K. Merksem SC                 | Promotion série B              | 2e/16                    |                                      |
| 35                  | 1985-86 | K. Merksem SC                 | Promotion série B              | 15e/16                   | Relégué                              |
| séries provinciales |         |                               |                                |                          |                                      |
| 36                  | 2012-13 | K. Merksem-Antwerpen Noord SC | Promotion série C              | 13e/18                   |                                      |
| 37                  | 2013-14 | K. Merksem-Antwerpen Noord SC | Promotion série C              | 4e/16                    |                                      |
| 38                  | 2014-15 | K. SC City Pirates            | Promotion série C              | 4e/16                    | Tour final                           |
| 39                  | 2015-16 | K. SC City Pirates            | Promotion série C              | 7e/16                    | Relégué!                             |
| 40                  | 2016-17 | K. SC City Pirates            | Division 3 Amateur VFV série B | 2e/16                    | Promu via tour final!                |
| 41                  | 2017-18 | K. SC City Pirates            | Division 2 Amateur VFV série B | 5e/16                    |                                      |
| 42                  | 2018-19 | K. SC City Pirates            | Division 2 Amateur VFV série B | 14e/16                   | Relégué !                            |
| 43                  | 2019-20 | K. SC City Pirates            | Division 3 Amateur VFV série B | 3e/16                    | Promu !                              |
| 44                  | 2020-21 | K. SC City Pirates            | Nationale 2 VV série B         | N/A                      | saison annulée en raison du Covid-19 |
| 45                  | 2021-22 | K. SC City Pirates            | Nationale 2 VV série B         | 7e/16                    |                                      |
| 46                  | 2022-23 | K. SC City Pirates            | Nationale 2 VV série B         | 12e/18                   |                                      |
| 47                  | 2023-24 | K. SC City Pirates            | Nationale 2 VV série B         | ... /18                  |                                      |

## Anciens joueurs connus
- Josef « Jef » Mermans surnommé « le Bombardier », natif de Merksem, ancien international belge, sept fois champion de Belgique avec Anderlecht, trois fois meilleur buteur du championnat, et deuxième meilleur buteur de tous les temps en première division belge, joue trois ans à l'OLSE Merksem entre 1957 et 1960, après sa période au club bruxellois. Le stade du club est baptisé Jef Mermansstadion en son honneur.
- Marc Van Der Linden, également natif de Merksem, il débute en équipe première, où il est repéré par l'Antwerp. Il passe ensuite par Anderlecht et La Gantoise, est international belge, et participe à la Coupe du monde 1990. Il revient ensuite au SC Merksem en 1997, où il joue jusqu'en 2002.
- Remy Vandeweyer, ancien international belge, termine sa carrière au club en 1960-1961.